# Berta Bethge
Berta Bethge (* 1. Januar 1829 in Calbe; † 30. Juli 1905 in Dresden) war eine deutsche Schriftstellerin. Sie schrieb auch unter dem Pseudonym Caritas.

## Leben
Bethge wurde in Calbe an der Saale geboren. Sie hatte drei Schwestern, mit denen sie in Magdeburg mehrere Jahre lang ein Putzgeschäft führte. Am 15. Oktober 1885 trat sie als Präbendatin in das Magdeburger Georgenstift ein. Hier begann sie, sich dem Schreiben zu widmen. Ihre Veröffentlichungen beschäftigten sich hauptsächlich mit der Magdeburger Geschichte. Bethge verstarb bei einer Schwester in Dresden, wo sie auch beerdigt wurde.

## Werke
- Ruth. Erzählung aus Erzbischof Ottos Zeiten. Fricke, Halle 1885.[1]
- Otto und Editha. Erzählung aus dem 10. Jahrhundert. 2 Bände. Fricke, Halle 1887.
- Der Presbyter Johannes und sein Haus. Erzählung. Fricke, Halle 1889.[2]
- Die weiße Rose von Tichfield. Erzählung aus der englischen Revolution. Fricke, Halle 1891.[3]
- Lucretia Schmidt. Erzählung aus Magdeburgs dunkelsten Tagen. Fricke, Halle 1892.
- Die Trompetenbläserin. Erzählung aus der Zeit der Freiheitskriege. Fricke, Halle 1894.
- Die Grammonts. Erzählung aus der Hugenottenzeit. Fricke, Halle 1897.
- Aus Ursulas religiösen Briefen.[4]
- Hilda. Erzählung. Fricke, Halle 1903.[5]